# JJ Arcega-Whiteside
José Joaquín Arcega-Whiteside (Utebo, 31 dicembre 1996) è un giocatore di football americano spagnolo che milita nel ruolo di wide receiver per i Seattle Seahawks della National Football League (NFL).

## Carriera universitaria
Arcega-Whiteside al college giocò a football con gli Stanford Cardinal dal 2016 al 2018. Nell'ultima stagione fu inserito nella seconda formazione ideale della Pacific-12 Conference.

## Carriera professionistica

### Philadelphia Eagles
Arcega-Whiteside  fu scelto nel corso del secondo giro (57º assoluto) del Draft NFL 2019 dai Philadelphia Eagles. Debuttò come professionista subentrando nella gara del primo turno contro i Washington Redskins senza fare registrare alcuna ricezione. Una stagione da rookie al di sotto delle attese si chiuse con 10 ricezioni per 169 yard e un touchdown disputando tutte le 16 partite, di cui 5 come titolare.
Nella settimana 6 della stagione 2020 Arcega-Whiteside recuperò un fumble nella end zone avversaria, segnando un touchdown contro i Baltimore Ravens.

### Seattle Seahawks
Il 15 agosto 2022 Arcega-Whiteside fu scambiato con i Seattle Seahawks per Ugo Amadi.

## Famiglia
Due degli zii di Arcega-Whiteside, Fernando Arcega e José Arcega, hanno giocato a basket come professionisti in Spagna, rappresentando la nazionale alle Olimpiadi.